# John Smart
John Smart, né le 1er mai 1741 dans le Norfolk et mort le 1er mai 1811 à Londres, est un peintre britannique de miniatures de portraits. Il est un contemporain de Richard Cosway, George Engleheart, William Wood et Richard Crosse.

## Biographie
Smart est né dans le Norfolk, mais on ne sait pas grand-chose de sa jeunesse. Il est rapporté qu'en 1755, il est finaliste derrière Richard Cosway lors d'un concours de dessin pour les moins de 14 ans organisé par la Society for the Encouragement of Arts, Manufactures and Commerce. La même année, il commence à fréquenter la nouvelle école de dessin de William Shipley (en) à Londres, avec Cosway et Richard Crosse.
Il expose à la Society of Artists, à Londres, à partir de 1762 ; et en devient le président en 1778. Il se rend en Inde en 1788 et obtient plusieurs commissions dans ce pays. Il s'installe à Londres en 1797, plus tard dans Fitzroy Street, et y meurt en 1811.
C'est un homme aux mœurs simples et membre de la Société des Sandemaniens. Smart épouse Edith Vere et n'aurait eu qu'un seul fils, mort à Madras en 1809.

## Travail

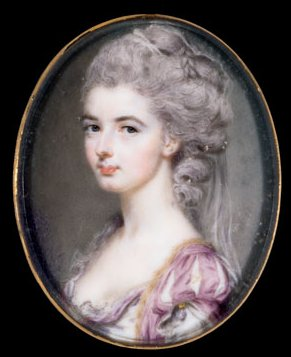
portrait miniature d'une lady, 1782, 5.1 x 4.1 cm, Cincinnati Art Museum

Smart peint principalement des miniatures à l'aquarelle sur ivoire, et signe et date souvent son travail. Un certain nombre de ses dessins et croquis préparatoires subsistent.
Son travail est tout à fait différent de celui de Cosway, calme et gris dans sa coloration, avec des teintes de chair élaborées avec beaucoup de subtilité. Il possède une grande connaissance de l'anatomie humaine, et ses portraits sont dessinés avec une plus grande précision anatomique que ceux de n'importe quel peintre miniature de son temps.
La plus importante collection d'œuvres de Smart est donnée par John W. et Martha Jane Phillips Starr au Musée d'art Nelson-Atkins. La collection Starr comprend une miniature signée et datée pour chaque année de la carrière de Smart, de 1760 à 1811, permettant aux chercheurs de voir la progression complète du style et de la technique de Smart ainsi que l'évolution des modes de l'époque.
Beaucoup de ses dessins au crayon existent encore, en possession des descendants d'un grand ami de sa sœur unique. Plusieurs de ses miniatures se trouvent en Australie et appartiennent à une branche cadette de la famille.
Smart enseigne la peinture de portrait à Isabella Beetham (en) qui est l'une des meilleurs artistes de silhouette de Grande-Bretagne au XVIIIe siècle.